# حذف بلاغي
حذف بلاغي هو إذا حُذِفَ فيها المشبه به (الركن الثاني) وبقيت صفة من صفاته ترمز إليه.
مثل: حدثني التاريخ عن أمجاد أمتي فشعرت بالفخر والاعتزاز. المحذوف المشبه به، فالأصل: التاريخ يتحدث كالإنسان، ولكن الإنسان لم يذكر وإنما ذكر في الكلام ما يدل عليه وهو قوله: حدثني (فالدليل على أنها استعارة: أن التاريخ لا يتكلم).
ومثل ما سبق: طار الخبر في.. استعارة مكنية فلقد صورنا الخبر بطائر يطير، وحذفنا الطائر وأتينا بصفة من صفاته (طار)، (فالدليل على أنها استعارة: أن الخبر لا يطير).
يهجم علينا الدهر بجيش من أيامه ولياليه - وتبنى المجد يا عمر بن ليلى - صحب الناس